# Wyndham (Nowa Zelandia)
Wyndham – miasto w Nowej Zelandii, na Wyspie Południowej, w regionie Southland.